# 1232 w polityce

Herb Armanda de Périgord

Wydarzenia polityczne w 1232 roku.

## Wydarzenia
- Armand de Périgord został wielkim mistrzem zakonu templariuszy[1].
- Antoni z Padwy został kanonizowany[2].
- Henryk I Brodaty zrzekł się ziemi łęczyckiej i ziemi sieradzkiej na rzecz Konrada Mazowieckiego, który uznał jego władzę w Krakowie[3].
- Odnowienie Ligi Lombardzkiej w związku z zagrożeniem ze strony cesarza[4].

## Urodzili się
- Gertruda z Hackeborn, święta Kościoła katolickiego[5].
- Haakon Haakonsson Młody, współwładca Norwegii[6].
- Jan, 1. baron Giffard[7].
- Manfred, król Sycylii[8].

## Zmarli
- Wincenty z Niałka, arcybiskup gnieźnieński[9].
- Tołuj, syn Dżyngis-chana, ojciec Kubiłaja[10].
- Bentivoglio de Bonis, franciszkanin, błogosławiony Kościoła rzymskokatolickiego[11].
- Wawrzyniec, biskup wrocławski[12].